# Цоц, Фолькер
Фолкер Цоц (нем. Volker Zotz; род. 28 октября 1956, Ландау) — австрийский философ

, историк религии и исследователь мифологии, гражданин Японии с 1989 года, профессор Люксембургского университета с 1999 года. В настоящее время Фолькер Цоц занимается научно-исследовательским проектом о прошлом и настоящем калмыцкого буддизма.

## Академическая деятельность
В 1986 году Цоц получил докторскую степень Венского университета на основании диссертации Zur Rezeption, Interpretation und Kritik des Buddhismus im deutschen Sprachraum, где исследуется влияние буддизма на немецкую философию, литературу и культуру.
Зоц преподавал буддийскую философию в Венском университете. В 1989 году он переехал в Японию, где в течение десяти лет был профессором и исследователем в Университете Рюкоку и Университете Отани в Киото, а также в Университете Риссё в Токио. В период пребывания в Японии на него значительное влияние оказал буддолог Такамаро Шигараки. В 1999 году Зоц был назначен профессором философии в Люксембургском университете. В то время он также преподавал в Саарском университете.
Помимо научной деятельности, европейская аудитория Фолькера Цоца знает его как писателя и публициста. Его работа «Будда» является самой популярной книгой по этой теме на немецком языке, регулярно переиздаваемой и переводимой на несколько языков. Цоц является ведущим членом Мандалы Арья Майтрейи, основанной ламой Анагарикой Говиндой в 1933 году. В начале 1990-х Цоц стал инициатором создания учебного центра «Комёдзи» в Австрии. С 1994 года Цоц инициатор программ центра «Комёдзи». Фолькер Цоц женат на австрийской писательнице и антропологе Биргит Цоц.